# Ed Waterstreet
Ed Waterstreet, de son vrai nom Edmund Waterstreet, né le 5 mai 1943, est un acteur sourd américain, le fondateur et directeur artistique de Deaf West Theatre.

## Biographie
En 2012, Ed cede le poste de directeur de Deaf West Theatre, lequel il a occupé pendant 21 ans, à David J. Kurs.

### Vie privée
Ed Waterstreet est marié à l’actrice sourde Linda Bove depuis 1970.

## Filmographie

### Cinéma
- 1985 : Love Is Never Silent

### Télévision
- 1991 : La voix du silence (1er épisode)
- 1998 : Le caméléon
- 2008 : Un cœur à l'écoute : Max